# 中前りおん
中前 りおん（なかまえ りおん、本名：中前 伶音）は、日本のシンガーソングライター。山口県下関市生まれ、埼玉県さいたま市育ち。身長160cm。
ピアノ弾き語りでのライブがメインだが、ギターやパーカッションをサポートに迎えてのライブも多い。所属事務所はDi-p Music-Design。

## 人物
- 趣味は野菜作りと妄想。
- 三度の飯はすべて卵かけご飯でいいという程のTKG好き。
- 一見誰とでも仲良くできそうな人当たりの良さだが、実は人見知りである。
- 見た目は今時の女の子であるが、中身は昭和感漂う女性である。
- 類い稀な方向音痴。
- ボケている相手に対し、何度もボケを聞き返すというスベらせ上手な一面も併せ持つ。
- 機械に疎くめんどくさがりな性格のため、ブログの更新もサボりがちである。
- 猫アレルギー。
- 歌っている最中に『唸り』を入れることが出来る。
- 影響を受けたアーティストは、  Jamiroquai maroon5 Michael jackson

## 略歴
- 2011年、活動開始。
- 2012年
  - 7月19日、Ustreamで自身初となるインターネット番組「りおんの部屋」スタート。
  - 8月17日、「りおんの部屋」に続き、ニコニコ動画で「りおんの部屋だZ!!」スタート。
- 2013年
  - 4月7日、自身初となるラジオ番組、FMサルース・横浜コミュニティ放送「中前りおんのオンりーおん楽」スタート。
- 2014年
  - 11月15日、自身初となる企画ライブ『さとう麻衣×中前りおんツーマンライブ S極とN極』を渋谷gee-ge.で開催
- 2016年
- 4月17日、北参道ストロボカフェで初のワンマンライブ『夢見るサカナの大冒険～1stワンマンin東京～』開催
- 4月23日、心斎橋SoapOperaclassicsでワンマンライブ『夢見るサカナの大冒険～1stワンマンin大阪～』開催
- 2017年
  - 5月30日、福岡ヤフオク！ドーム「セ・パ交流戦 ソフトバンクホークスvs中日ドラゴンズ」にて国歌独唱

・2018年
　・9月2日、南堀江knave『オトナノジジョウ レコ発ワンマンツアー〜大阪でもがいてる編〜』開催
　・9月16日、福岡ROOMS『オトナノジジョウ レコ発ワンマンツアー〜福岡でもがいてる編〜』開催
　・9月23日、代官山LOOP『オトナノジジョウ レコ発ワンマンツアー〜東京でもがいてる編〜』開催
・2020年
　・1月13日、南堀江Knave『Hidden Heart レコ発〜Romantic Acoustic One man TOUR〜』開催
　・2月11日、恵比寿天窓.switch『Hidden Heart レコ発〜Romantic Acoustic One man TOUR〜』開催

## 作品

### インディーズ

#### アルバム
|     | 発売日        | タイトル              | 規格 | 規格品番 | 最高順位 |
| --- | ------------- | --------------------- | ---- | -------- | -------- |
| 1st | 2012年7月21日 | IDENTITY              | CD   | -        | -        |
| 2nd | 2016年4月17日 | Caution! Your Potion! | CD   |          |          |
| 3rd | 2018年9月2日  | オトナノジジョウ      | CD   |          |          |
| 4th | 2020年1月13日 | Hidden Heart          | CD   |          |          |

## 出演番組

### ラジオ
- 中前りおんのオンりーおん楽（FMサルース、2013年4月7日 - ）毎週日曜日16:00〜　※終了
- 横須賀たそがれミュージック（FMブルー湘南）毎週土曜日16:00～

### インターネット
- りおんの部屋（Ustream、2012年7月19日〜）毎週木曜日22:30〜　※終了
- りおんの部屋だZ!!（ニコニコ動画、2012年8月17日〜）毎週木曜日24:00〜　※終了